# Ліга націй УЄФА 2020—2021
Ліга націй УЄФА 2020—2021 — другий сезон Ліги націй УЄФА — міжнародного футбольного змагання, в якому брали участь чоловічі збірні 55-ти членів асоціацій УЄФА. Змагання відбулися з вересня по листопад 2020 року (етап ліги), у жовтні 2021 року (фінал Ліги нації) та у березні 2022 (плей-оф за виживання).

## Формат
55 національних збірних УЄФА розділені на чотири ліги: 16 команд у Лізі A, 16 команд у Лізі B, 16 команд у Лізі C і 7 команд у Лізі D. Ліги А, В, С діляться на чотири групи по чотири команди, Ліга D — на дві групи: по дві та три команди в кожній, тому кожна команда грає матчі у своїй групі використовуючи формат «домашній» та «виїзний» в спарених матчах у вересні, жовтні та листопаді 2020 року.
Команди, що зайняли найвищу позицію у своїй групі в Лізі А, змагаються, щоб стати чемпіонами Ліги націй УЄФА 2020—2021. Переможці чотирьох груп Ліги A будуть брати участь у плей-оф Ліги націй у червні 2021 року у форматі нокауту, який складається з півфіналів, матчу за третє місце та фіналу. Вперше система відеоасистента арбітра (VAR) буде використовуватися в фіналі Ліги нації.

### Визначення місць команд у турнірній таблиці
Якщо дві або більше команди в одній групі рівні за очками після завершення етапу ліги, застосовуються наступні критерії:
1. Більша кількість очок, що були здобуті в матчах лише між цими командами;
2. Краща різниця забитих м'ячів в матчах лише між цими командами;
3. Більша кількість голів, забитих в матчах лише між цими командами;
4. Більша кількість голів, забитих на виїзді лише між цими командами;
5. Якщо критерії 1-4 застосовані та команди досі рівні за показниками, критерії 1-4 перезастосовуються тільки для матчів між двома командами у випадку, якщо за попередніми критеріями 1-4 можна відсіяти всі інші команди (третю або третю та четверту).[note 1] Якщо ця процедура не призводить до прийняття рішення, застосовуються критерії від 6 до 10;
6. Краща різниця забитих м'ячів в усіх матчах групи;
7. Більша кількість голів, забитих в усіх матчах групи;
8. Більша кількість голів, забитих на виїзді в усіх матчах групи;
9. Більша кількість перемог в усіх матчах групи;
10. Більша кількість перемог на виїзді в усіх матчах групи;
11. Показник фейр-плей в усіх матчах групи (1 бал за жовту картку, 3 бали за червону картку як наслідок двох жовтих, 3 бали за пряму червону картку, 4 бали за жовту картку, за якою послідувала пряма червона картка);
12. Позиція в списку учасників Ліги націй УЄФА 2020—21.

### Визначення місць команд у рейтингу ліги
Рейтинг окремої ліги визначається відповідно до наступних критеріїв:
1. Місце в групі;
2. Більша кількість очок;
3. Краща різниця м'ячів;
4. Більша кількість забитих м'ячів;
5. Більша кількість м'ячів, забитих на виїзді;
6. Більша кількість перемог;
7. Більша кількість перемог на виїзді;
8. Показник фейр-плей в усіх матчах групи (1 бал — за жовту картку, 3 бали — за червону картку (як наслідок двох жовтих), 3 бали — за пряму червону картку, 4 бали — за жовту картку, за якою послідувала пряма червона картка);
9. Позиція в списку учасників Ліги націй УЄФА 2020—21.

Для того, щоб розмістити команди в рейтингу ліги, що складається з груп з різної кількістю команд, застосовуються наступні критерії:
1. Результати матчів проти команд, що посіли 4-е місце, не враховуються при порівнянні команд, що фінішували першими, другими чи третіми в своїх групах.
2. Всі результати матчів враховуються при порівнянні команд, що фінішували четвертими в своїх групах.

Рейтинг топ-4 команд Ліги А визначається за їх результатами в фіналі чотирьох Ліги націй:
1. Переможець в рейтингу буде першим;
2. Фіналіст в рейтингу буде другим;
3. Переможець матчу за 3-є місце в рейтингу буде третім;
4. Невдаха матчу за 3-є місце в рейтингу буде четвертим.

### Критерії загального рейтингу
Загальні рейтинги Ліги націй УЄФА встановлюються таким чином:
1. 16 команд ліги A посідають 1-16 місця відповідно до рейтингу своєї ліги.
2. 16 команд ліги B посідають 17-32 місця відповідно до рейтингу своєї ліги.
3. 16 команд ліги C посідають 33-48 місця відповідно до рейтингу своєї ліги.
4. 7 команд ліги D посідають 49-55 місця відповідно до рейтингу своєї ліги.

### Кваліфікація до ЧС-2022
Ліга націй частково пов'язана з європейською частиною відбору до Чемпіонату світу 2022 у Катарі, а формат було затверджено Виконавчим комітетом УЄФА під час засідання у Ньйоні 4 грудня 2019. Результат Ліги націй 2020-21 вплине на кваліфікаційний процес, хоч і в меншій мірі, ніж на Євро-2020. 10 переможців відбіркових груп Першого раунду (групового етапу) проходять напряму до Чемпіонату світу. Решту путівок буде розіграно в Другому раунді (плей-оф): 10 команд, які посіли 2-е місце у групах разом із 2 найкращими переможцями груп Ліги націй (згідно із загальним рейтингом Ліги націй) серед тих, хто посів нижче 2-го місця у кваліфікаційній групі. 12 команд будуть розділені на три шляхи, кожен з яких складається з двох одноматчевих півфіналів та одноматчевого фіналу. Переможці з кожного шляху потрапляють до Чемпіонату світу і, таким чином, забирають останні три путівки до турніру.

## Календар
Нижче наведено календар проведення турів Ліги націй УЄФА 2020—2021.
| Етап                          | Раунд               | Дати                 |
| ----------------------------- | ------------------- | -------------------- |
| Груповий етап                 | 1 тур               | 3–5 вересня 2020     |
| Груповий етап                 | 2 тур               | 6–8 вересня 2020     |
| Груповий етап                 | 3 тур               | 10–11 жовтня 2020    |
| Груповий етап                 | 4 тур               | 13–14 жовтня 2020    |
| Груповий етап                 | 5 тур               | 14–15 листопада 2020 |
| Груповий етап                 | 6 тур               | 17–18 листопада 2020 |
| Фінал чотирьох                | Пів-фінали          | 6–7 жовтня 2021      |
| Фінал чотирьох                | Матч за третє місце | 10 жовтня 2021       |
| Фінал чотирьох                | Фінал               | 10 жовтня 2021       |
| Плей-оф за виживання в Лізі C | Перші матчі         | 24 березня 2022      |
| Плей-оф за виживання в Лізі C | Матчі-відповіді     | 29 березня 2022      |

## Учасники

Карта ліг, у яких бере участь кожна національна команда.
Ліга A
Ліга B
Ліга C
Ліга D

Всі 55 збірних УЄФА братимуть участь у змаганні. Команди, які зайняли останню позицію своєї групи в лігах A, B і C у сезоні 2018-19, понижені, а переможці груп ліг B, C і D — підвищені. Інші команди залишатимуться у своїх відповідних лігах.
|        | Команди, що підвищилися з їхніх ліг Ліги націй УЄФА 2018—2019                          |
| dagger | Команди, що не вилетіли з їхніх ліг завдяки змінам у форматі                           |
| *      | Команди, що підвищилися з їхніх ліг Ліги націй УЄФА 2018—2019 завдяки змінам у форматі |

| К | Збірна               | П      | Місце |
| - | -------------------- | ------ | ----- |
| 1 | Португалія           |        | 1     |
| 1 | Нідерланди           |        | 2     |
| 1 | Англія               |        | 3     |
| 1 | Швейцарія            |        | 4     |
| 2 | Бельгія              |        | 5     |
| 2 | Франція              |        | 6     |
| 2 | Іспанія              |        | 7     |
| 2 | Італія               |        | 8     |
| 3 | Боснія і Герцеговина |        | 9     |
| 3 | Україна              |        | 10    |
| 3 | Данія                |        | 11    |
| 3 | Швеція               |        | 12    |
| 4 | Хорватія             | dagger | 13    |
| 4 | Польща               | dagger | 14    |
| 4 | Німеччина            | dagger | 15    |
| 4 | Ісландія             | dagger | 16    |

| К | Збірна            | П      | Місце |
| - | ----------------- | ------ | ----- |
| 1 | Росія             |        | 17    |
| 1 | Австрія           |        | 18    |
| 1 | Уельс             |        | 19    |
| 1 | Чехія             |        | 20    |
| 2 | Шотландія         |        | 21    |
| 2 | Норвегія          |        | 22    |
| 2 | Сербія            |        | 23    |
| 2 | Фінляндія         |        | 24    |
| 3 | Словаччина        | dagger | 25    |
| 3 | Туреччина         | dagger | 26    |
| 3 | Ірландія          | dagger | 27    |
| 3 | Північна Ірландія | dagger | 28    |
| 4 | Болгарія          | *      | 29    |
| 4 | Ізраїль           | *      | 30    |
| 4 | Угорщина          | *      | 31    |
| 4 | Румунія           | *      | 32    |

| К | Збірна             | П      | Місце |
| - | ------------------ | ------ | ----- |
| 1 | Греція             |        | 33    |
| 1 | Албанія            |        | 34    |
| 1 | Чорногорія         |        | 35    |
| 1 | Грузія             |        | 36    |
| 2 | Північна Македонія |        | 37    |
| 2 | Косово             |        | 38    |
| 2 | Білорусь           |        | 39    |
| 2 | Кіпр               | dagger | 40    |
| 3 | Естонія            | dagger | 41    |
| 3 | Словенія           | dagger | 42    |
| 3 | Литва              | dagger | 43    |
| 3 | Люксембург         | *      | 44    |
| 4 | Вірменія           | *      | 45    |
| 4 | Азербайджан        | *      | 46    |
| 4 | Казахстан          | *      | 47    |
| 4 | Молдова            | *      | 48    |

| К | Збірна            | Місце |
| - | ----------------- | ----- |
| 1 | Гібралтар         | 49    |
| 1 | Фарерські острови | 50    |
| 1 | Латвія            | 51    |
| 1 | Ліхтенштейн       | 52    |
| 2 | Андорра           | 53    |
| 2 | Мальта            | 54    |
| 2 | Сан-Марино        | 55    |

Жеребкування групового етапу відбулося 3 березня 2020 року в Амстердамі.

## Ліга A

### Група A1
| Поз | Команда              | І | В | Н | П | ГЗ | ГП | РГ | О  | Кваліфікація або пониження |     | Італія | Нідерланди | Польща | Боснія і Герцеговина |
| --- | -------------------- | - | - | - | - | -- | -- | -- | -- | -------------------------- | --- | ------ | ---------- | ------ | -------------------- |
| 1   | Італія               | 6 | 3 | 3 | 0 | 7  | 2  | +5 | 12 | Вихід у фінал Ліги націй   |     | —      | 1:1        | 2:0    | 1:1                  |
| 2   | Нідерланди           | 6 | 3 | 2 | 1 | 7  | 4  | +3 | 11 |                            |     | 0:1    | —          | 1:0    | 3:1                  |
| 3   | Польща               | 6 | 2 | 1 | 3 | 6  | 6  | 0  | 7  |                            | 0:0 | 1:2    | —          | 3:0    |                      |
| 4   | Боснія і Герцеговина | 6 | 0 | 2 | 4 | 3  | 11 | −8 | 2  | Виліт в Лігу B             |     | 0:2    | 0:0        | 1:2    | —                    |

### Група A2
| Поз | Команда  | І | В | Н | П | ГЗ | ГП | РГ  | О  | Кваліфікація або пониження |     | Бельгія | Данія | Англія | Ісландія |
| --- | -------- | - | - | - | - | -- | -- | --- | -- | -------------------------- | --- | ------- | ----- | ------ | -------- |
| 1   | Бельгія  | 6 | 5 | 0 | 1 | 16 | 6  | +10 | 15 | Вихід у фінал Ліги націй   |     | —       | 4:2   | 2:0    | 5:1      |
| 2   | Данія    | 6 | 3 | 1 | 2 | 8  | 7  | +1  | 10 |                            |     | 0:2     | —     | 0:0    | 2:1      |
| 3   | Англія   | 6 | 3 | 1 | 2 | 7  | 4  | +3  | 10 |                            | 2:1 | 0:1     | —     | 4:0    |          |
| 4   | Ісландія | 6 | 0 | 0 | 6 | 3  | 17 | −14 | 0  | Виліт в Лігу B             |     | 1:2     | 0:3   | 0:1    | —        |

1. 1 2  Кількість очок в очних зустрічах: Данія 4, Англія 1

### Група A3
| Поз | Команда    | І | В | Н | П | ГЗ | ГП | РГ | О  | Кваліфікація або пониження |     | Франція | Португалія | Хорватія | Швеція |
| --- | ---------- | - | - | - | - | -- | -- | -- | -- | -------------------------- | --- | ------- | ---------- | -------- | ------ |
| 1   | Франція    | 6 | 5 | 1 | 0 | 12 | 5  | +7 | 16 | Вихід у фінал Ліги націй   |     | —       | 0:0        | 4:2      | 4:2    |
| 2   | Португалія | 6 | 4 | 1 | 1 | 12 | 4  | +8 | 13 |                            |     | 0:1     | —          | 4:1      | 3:0    |
| 3   | Хорватія   | 6 | 1 | 0 | 5 | 9  | 16 | −7 | 3  |                            | 1:2 | 2:3     | —          | 2:1      |        |
| 4   | Швеція     | 6 | 1 | 0 | 5 | 5  | 13 | −8 | 3  | Виліт в Лігу B             |     | 0:1     | 0:2        | 2:1      | —      |

### Група A4
| Поз | Команда   | І | В | Н | П | ГЗ | ГП | РГ  | О  | Кваліфікація або пониження |     | Іспанія | Німеччина | Швейцарія | Україна |
| --- | --------- | - | - | - | - | -- | -- | --- | -- | -------------------------- | --- | ------- | --------- | --------- | ------- |
| 1   | Іспанія   | 6 | 3 | 2 | 1 | 13 | 3  | +10 | 11 | Вихід у фінал Ліги націй   |     | —       | 6:0       | 1:0       | 4:0     |
| 2   | Німеччина | 6 | 2 | 3 | 1 | 10 | 13 | −3  | 9  |                            |     | 1:1     | —         | 3:3       | 3:1     |
| 3   | Швейцарія | 6 | 1 | 3 | 2 | 9  | 8  | +1  | 6  |                            | 1:1 | 1:1     | —         | 3:0       |         |
| 4   | Україна   | 6 | 2 | 0 | 4 | 5  | 13 | −8  | 6  | Виліт в Лігу B             |     | 1:0     | 1:2       | 2:1       | —       |

1. 1 2  Різниця забитих м'ячів в очних зустрічах: Швейцарія +2, Україна -2
2. ↑  У матчі Швейцарія ‒ Україна призначено технічну перемогу з рахунком 3:0 збірній Швейцарії після того, як матч скасували через позитивний результат тесту на SARS-CoV-2 серед гравців збірної України.

### Фінал чотирьох
|  | Півфінали              | Півфінали |                        |   | Фінал | Фінал |
|  |                        |           |                        |   |       |       |
|  | 6 жовтня 2021 — Мілан  |           |                        |   |       |       |
|  |                        |           |                        |   |       |       |
|  | Італія                 | 1         |                        |   |       |       |
|  | Італія                 | 1         | 10 жовтня 2021 — Мілан |   |       |       |
|  | Іспанія                | 2         |                        |   |       |       |
|  | Іспанія                | 2         | Іспанія                | 1 |       |       |
|  | 7 жовтня 2021 — Турин  |           | Іспанія                | 1 |       |       |
|  |                        | Франція   | 2                      |   |       |       |
|  | Бельгія                | Франція   | 2                      | 2 |       |       |
|  | Бельгія                |           |                        | 2 |       |       |
|  | Франція                | 3         |                        |   |       |       |
|  | Франція                | 3         | Матч за 3-тє місце     |   |       |       |
|  |                        |           |                        |   |       |       |
|  | 10 жовтня 2021 — Турин |           |                        |   |       |       |
|  |                        |           |                        |   |       |       |
|  | Італія                 | 2         |                        |   |       |       |
|  | Італія                 | 2         |                        |   |       |       |
|  | Бельгія                | 1         |                        |   |       |       |

#### Півфінали
| 6 жовтня 2021 21:45 (20:45 CEST) |

| Італія           | 1:2      | Іспанія                    |
| ---------------- | -------- | -------------------------- |
| - Пеллегріні 83' | Протокол | - Ферран Торрес 17', 45+1' |

| Сан-Сіро, Мілан Глядачів: 33 524 Арбітр: Сергій Карасьов (Росія) |

| 7 жовтня 2021 21:45 (20:45 CEST) |

| Бельгія                     | 2:3      | Франція                                             |
| --------------------------- | -------- | --------------------------------------------------- |
| - Карраско 37' - Лукаку 40' | Протокол | - Бензема 62' - Мбаппе 69' (пен.) - Т. Ернандес 90' |

| Ювентус Стедіум, Турин Глядачів: 12 409 Арбітр: Даніель Зіберт (Німеччина) |

#### Матч за третє місце
| 10 жовтня 2021 16:00 (15:00 CEST) |

| Італія                             | 2:1      | Бельгія           |
| ---------------------------------- | -------- | ----------------- |
| - Барелла 46' - Берарді 65' (пен.) | Протокол | - де Кетеларе 86' |

| Ювентус Стедіум, Турин Глядачів: 16 724 Арбітр: Ентоні Тейлор (Англія) |

#### Фінал
| 10 жовтня 2021 21:45 (20:45 CEST) |

| Іспанія         | 1:2      | Франція                    |
| --------------- | -------- | -------------------------- |
| - Оярсабаль 64' | Протокол | - Бензема 66' - Мбаппе 80' |

| Сан-Сіро, Мілан Глядачів: 31 511 Арбітр: Ентоні Тейлор (Англія) |

## Ліга B

### Група B1
| Поз | Команда               | І | В | Н | П | ГЗ | ГП | РГ | О  | Підвищення або пониження |     | Австрія | Норвегія | Румунія | Північна Ірландія |
| --- | --------------------- | - | - | - | - | -- | -- | -- | -- | ------------------------ | --- | ------- | -------- | ------- | ----------------- |
| 1   | Австрія (P)           | 6 | 4 | 1 | 1 | 9  | 6  | +3 | 13 | Вихід у Лігу A           |     | —       | 1:1      | 2:3     | 2:1               |
| 2   | Норвегія              | 6 | 3 | 1 | 2 | 12 | 7  | +5 | 10 |                          |     | 1:2     | —        | 4:0     | 1:0               |
| 3   | Румунія               | 6 | 2 | 2 | 2 | 8  | 9  | −1 | 8  |                          | 0:1 | 3:0     | —        | 1:1     |                   |
| 4   | Північна Ірландія (R) | 6 | 0 | 2 | 4 | 4  | 11 | −7 | 2  | Виліт в Лігу C           |     | 0:1     | 1:5      | 1:1     | —                 |

1. ↑  У матчі Румунія ‒ Норвегія було призначено технічну перемогу з рахунком 3:0 збірній Румунії після того, як матч було скасовано, оскільки збірна Норвегії не змогла приїхати на матч через позитивний результат тесту на SARS-CoV-2 серед гравців.

### Група B2
| Поз | Команда        | І | В | Н | П | ГЗ | ГП | РГ | О  | Підвищення або пониження |     | Чехія | Шотландія | Ізраїль | Словаччина |
| --- | -------------- | - | - | - | - | -- | -- | -- | -- | ------------------------ | --- | ----- | --------- | ------- | ---------- |
| 1   | Чехія (P)      | 6 | 4 | 0 | 2 | 9  | 5  | +4 | 12 | Вихід у Лігу A           |     | —     | 1:2       | 1:0     | 2:0        |
| 2   | Шотландія      | 6 | 3 | 1 | 2 | 5  | 4  | +1 | 10 |                          |     | 1:0   | —         | 1:1     | 1:0        |
| 3   | Ізраїль        | 6 | 2 | 2 | 2 | 7  | 7  | 0  | 8  |                          | 1:2 | 1:0   | —         | 1:1     |            |
| 4   | Словаччина (R) | 6 | 1 | 1 | 4 | 5  | 10 | −5 | 4  | Виліт в Лігу C           |     | 1:3   | 1:0       | 2:3     | —          |

### Група B3
| Поз | Команда       | І | В | Н | П | ГЗ | ГП | РГ | О  | Підвищення або пониження |     | Угорщина | Росія | Сербія | Туреччина |
| --- | ------------- | - | - | - | - | -- | -- | -- | -- | ------------------------ | --- | -------- | ----- | ------ | --------- |
| 1   | Угорщина (P)  | 6 | 3 | 2 | 1 | 7  | 4  | +3 | 11 | Вихід у Лігу A           |     | —        | 2:3   | 1:1    | 2:0       |
| 2   | Росія         | 6 | 2 | 2 | 2 | 9  | 12 | −3 | 8  |                          |     | 0:0      | —     | 3:1    | 1:1       |
| 3   | Сербія        | 6 | 1 | 3 | 2 | 9  | 7  | +2 | 6  |                          | 0:1 | 5:0      | —     | 0:0    |           |
| 4   | Туреччина (R) | 6 | 1 | 3 | 2 | 6  | 8  | −2 | 6  | Виліт в Лігу C           |     | 0:1      | 3:2   | 2:2    | —         |

1. 1 2  Кількість голів на виїзді в очних зустрічах: Сербія 2, Туреччина 0

### Група B4
| Поз | Команда      | І | В | Н | П | ГЗ | ГП | РГ | О  | Підвищення або пониження |     | Уельс | Фінляндія | Республіка Ірландія | Болгарія |
| --- | ------------ | - | - | - | - | -- | -- | -- | -- | ------------------------ | --- | ----- | --------- | ------------------- | -------- |
| 1   | Уельс (P)    | 6 | 5 | 1 | 0 | 7  | 1  | +6 | 16 | Вихід у Лігу A           |     | —     | 3:1       | 1:0                 | 1:0      |
| 2   | Фінляндія    | 6 | 4 | 0 | 2 | 7  | 5  | +2 | 12 |                          |     | 0:1   | —         | 1:0                 | 2:0      |
| 3   | Ірландія     | 6 | 0 | 3 | 3 | 1  | 4  | −3 | 3  |                          | 0:0 | 0:1   | —         | 0:0                 |          |
| 4   | Болгарія (R) | 6 | 0 | 2 | 4 | 2  | 7  | −5 | 2  | Виліт в Лігу C           |     | 0:1   | 1:2       | 1:1                 | —        |

## Ліга C

### Група C1
| Поз | Команда        | І | В | Н | П | ГЗ | ГП | РГ | О  | Підвищення або кваліфікація         |     | Чорногорія | Люксембург | Азербайджан | Кіпр |
| --- | -------------- | - | - | - | - | -- | -- | -- | -- | ----------------------------------- | --- | ---------- | ---------- | ----------- | ---- |
| 1   | Чорногорія (P) | 6 | 4 | 1 | 1 | 10 | 2  | +8 | 13 | Вихід у Лігу B                      |     | —          | 1:2        | 2:0         | 4:0  |
| 2   | Люксембург     | 6 | 3 | 1 | 2 | 7  | 5  | +2 | 10 |                                     |     | 0:1        | —          | 0:0         | 2:0  |
| 3   | Азербайджан    | 6 | 1 | 3 | 2 | 2  | 4  | −2 | 6  |                                     | 0:0 | 1:2        | —          | 0:0         |      |
| 4   | Кіпр (O)       | 6 | 1 | 1 | 4 | 2  | 10 | −8 | 4  | Потрапляння до плей-оф за виживання |     | 0:2        | 2:1        | 0:1         | —    |

### Група C2
| Поз | Команда            | І | В | Н | П | ГЗ | ГП | РГ | О  | Підвищення або кваліфікація         |     | Вірменія | Північна Македонія | Грузія | Естонія |
| --- | ------------------ | - | - | - | - | -- | -- | -- | -- | ----------------------------------- | --- | -------- | ------------------ | ------ | ------- |
| 1   | Вірменія (P)       | 6 | 3 | 2 | 1 | 9  | 6  | +3 | 11 | Вихід у Лігу B                      |     | —        | 1:0                | 2:2    | 2:0     |
| 2   | Північна Македонія | 6 | 2 | 3 | 1 | 9  | 8  | +1 | 9  |                                     |     | 2:1      | —                  | 1:1    | 2:1     |
| 3   | Грузія             | 6 | 1 | 4 | 1 | 6  | 6  | 0  | 7  |                                     | 1:2 | 1:1      | —                  | 0:0    |         |
| 4   | Естонія (R)        | 6 | 0 | 3 | 3 | 5  | 9  | −4 | 3  | Потрапляння до плей-оф за виживання |     | 1:1      | 3:3                | 0:1    | —       |

### Група C3
| Поз | Команда      | І | В | Н | П | ГЗ | ГП | РГ  | О  | Підвищення або кваліфікація         |     | Словенія | Греція | Республіка Косово | Молдова |
| --- | ------------ | - | - | - | - | -- | -- | --- | -- | ----------------------------------- | --- | -------- | ------ | ----------------- | ------- |
| 1   | Словенія (P) | 6 | 4 | 2 | 0 | 8  | 1  | +7  | 14 | Вихід у Лігу B                      |     | —        | 0:0    | 2:1               | 1:0     |
| 2   | Греція       | 6 | 3 | 3 | 0 | 6  | 1  | +5  | 12 |                                     |     | 0:0      | —      | 0:0               | 2:0     |
| 3   | Косово       | 6 | 1 | 2 | 3 | 4  | 6  | −2  | 5  |                                     | 0:1 | 1:2      | —      | 1:0               |         |
| 4   | Молдова (R)  | 6 | 0 | 1 | 5 | 1  | 11 | −10 | 1  | Потрапляння до плей-оф за виживання |     | 0:4      | 0:2    | 1:1               | —       |

### Група C4
| Поз | Команда       | І | В | Н | П | ГЗ | ГП | РГ | О  | Підвищення або кваліфікація         |     | Албанія | Білорусь | Литва | Казахстан |
| --- | ------------- | - | - | - | - | -- | -- | -- | -- | ----------------------------------- | --- | ------- | -------- | ----- | --------- |
| 1   | Албанія (P)   | 6 | 3 | 2 | 1 | 8  | 4  | +4 | 11 | Вихід у Лігу B                      |     | —       | 3:2      | 0:1   | 3:1       |
| 2   | Білорусь      | 6 | 3 | 1 | 2 | 10 | 8  | +2 | 10 |                                     |     | 0:2     | —        | 2:0   | 2:0       |
| 3   | Литва         | 6 | 2 | 2 | 2 | 5  | 7  | −2 | 8  |                                     | 0:0 | 2:2     | —        | 0:2   |           |
| 4   | Казахстан (O) | 6 | 1 | 1 | 4 | 5  | 9  | −4 | 4  | Потрапляння до плей-оф за виживання |     | 0:0     | 1:2      | 1:2   | —         |

### Плей-оф за виживання в Лізі C
| Команда 1 | Заг.           | Команда 2 | 1-й матч | 2-й матч |
| --------- | -------------- | --------- | -------- | -------- |
| Молдова   | 2:2 (пен. 4:5) | Казахстан | 1:2      | 1:0      |
| Естонія   | 0:2            | Кіпр      | 0:0      | 0:2      |

## Ліга D

### Група D1
| Поз | Команда               | І | В | Н | П | ГЗ | ГП | РГ  | О  | Підвищення     |     | Фарерські острови | Мальта | Латвія | Андорра |
| --- | --------------------- | - | - | - | - | -- | -- | --- | -- | -------------- | --- | ----------------- | ------ | ------ | ------- |
| 1   | Фарерські острови (P) | 6 | 3 | 3 | 0 | 9  | 5  | +4  | 12 | Вихід у Лігу C |     | —                 | 3:2    | 1:1    | 2:0     |
| 2   | Мальта                | 6 | 2 | 3 | 1 | 8  | 6  | +2  | 9  |                |     | 1:1               | —      | 1:1    | 3:1     |
| 3   | Латвія                | 6 | 1 | 4 | 1 | 8  | 4  | +4  | 7  |                | 1:1 | 0:1               | —      | 0:0    |         |
| 4   | Андорра               | 6 | 0 | 2 | 4 | 1  | 11 | −10 | 2  |                | 0:1 | 0:0               | 0:5    | —      |         |

### Група D2
| Поз | Команда       | І | В | Н | П | ГЗ | ГП | РГ | О | Підвищення     |     | Гібралтар | Ліхтенштейн | Сан-Марино |
| --- | ------------- | - | - | - | - | -- | -- | -- | - | -------------- | --- | --------- | ----------- | ---------- |
| 1   | Гібралтар (P) | 4 | 2 | 2 | 0 | 3  | 1  | +2 | 8 | Вихід у Лігу C |     | —         | 1:1         | 1:0        |
| 2   | Ліхтенштейн   | 4 | 1 | 2 | 1 | 3  | 2  | +1 | 5 |                |     | 0:1       | —           | 0:0        |
| 3   | Сан-Марино    | 4 | 0 | 2 | 2 | 0  | 3  | −3 | 2 |                | 0:0 | 0:2       | —           |            |

## Загальний рейтинг
За результатами кожної команди буде складено загальний рейтинг змагання.
| Рей | Команда              | І | О  |
| --- | -------------------- | - | -- |
| 1   | Франція              | 6 | 16 |
| 2   | Іспанія              | 6 | 11 |
| 3   | Італія               | 6 | 12 |
| 4   | Бельгія              | 6 | 15 |
|     |                      |   |    |
| 5   | Португалія           | 6 | 13 |
| 6   | Нідерланди           | 6 | 11 |
| 7   | Данія                | 6 | 10 |
| 8   | Німеччина            | 6 | 9  |
|     |                      |   |    |
| 9   | Англія               | 6 | 10 |
| 10  | Польща               | 6 | 7  |
| 11  | Швейцарія            | 6 | 6  |
| 12  | Хорватія             | 6 | 3  |
|     |                      |   |    |
| 13  | Україна              | 6 | 6  |
| 14  | Швеція               | 6 | 3  |
| 15  | Боснія і Герцеговина | 6 | 2  |
| 16  | Ісландія             | 6 | 0  |

| Рей | Команда           | І | О  |
| --- | ----------------- | - | -- |
| 17  | Уельс             | 6 | 16 |
| 18  | Австрія           | 6 | 13 |
| 19  | Чехія             | 6 | 12 |
| 20  | Угорщина          | 6 | 11 |
|     |                   |   |    |
| 21  | Фінляндія         | 6 | 12 |
| 22  | Норвегія          | 6 | 10 |
| 23  | Шотландія         | 6 | 10 |
| 24  | Росія             | 6 | 8  |
|     |                   |   |    |
| 25  | Сербія            | 6 | 6  |
| 26  | Румунія           | 6 | 8  |
| 27  | Ізраїль           | 6 | 8  |
| 28  | Ірландія          | 6 | 3  |
|     |                   |   |    |
| 29  | Туреччина         | 6 | 6  |
| 30  | Словаччина        | 6 | 4  |
| 31  | Болгарія          | 6 | 2  |
| 32  | Північна Ірландія | 6 | 2  |

| Рей | Команда            | І | О  |
| --- | ------------------ | - | -- |
| 33  | Словенія           | 6 | 14 |
| 34  | Чорногорія         | 6 | 13 |
| 35  | Албанія            | 6 | 11 |
| 36  | Вірменія           | 6 | 11 |
|     |                    |   |    |
| 37  | Греція             | 6 | 12 |
| 38  | Білорусь           | 6 | 10 |
| 39  | Люксембург         | 6 | 10 |
| 40  | Північна Македонія | 6 | 9  |
|     |                    |   |    |
| 41  | Литва              | 6 | 8  |
| 42  | Грузія             | 6 | 7  |
| 43  | Азербайджан        | 6 | 6  |
| 44  | Косово             | 6 | 5  |
|     |                    |   |    |
| 45  | Казахстан          | 6 | 4  |
| 46  | Кіпр               | 6 | 4  |
| 47  | Естонія            | 6 | 3  |
| 48  | Молдова            | 6 | 1  |

| Рей | Команда           | І | О |
| --- | ----------------- | - | - |
| 49  | Гібралтар         | 4 | 8 |
| 50  | Фарерські острови | 4 | 6 |
|     |                   |   |   |
| 51  | Ліхтенштейн       | 4 | 5 |
| 52  | Мальта            | 4 | 5 |
|     |                   |   |   |
| 53  | Латвія            | 4 | 3 |
| 54  | Сан-Марино        | 4 | 2 |
|     |                   |   |   |
| 55  | Андорра           | 6 | 2 |

## Плей-оф кваліфікації до чемпіонату світу 2022
2 кращих переможці груп Ліги націй відповідно до загального рейтингу, які посіли місця нижче 2-го у своїй кваліфікаційній групі, отримали додатові путівки у плей-оф кваліфікації на чемпіонат світу.
| Ліга | Рейт | Переможці груп    | Група у кваліфікації |
| ---- | ---- | ----------------- | -------------------- |
| A    | 1    | Франція           | D                    |
| A    | 2    | Іспанія           | B                    |
| A    | 3    | Італія            | C                    |
| A    | 4    | Бельгія           | E                    |
| B    | 17   | Уельс             | E                    |
| B    | 18   | Австрія           | F                    |
| B    | 19   | Чехія             | E                    |
| B    | 20   | Угорщина          | I                    |
| C    | 33   | Словенія          | H                    |
| C    | 34   | Чорногорія        | G                    |
| C    | 35   | Албанія           | I                    |
| C    | 36   | Вірменія          | J                    |
| D    | 49   | Гібралтар         | G                    |
| D    | 50   | Фарерські острови | F                    |

Легенда
- Команда пройшла до Чемпіонату світу напряму
- Команда потрапила до плей-оф як 2-е місце групи
- Команда потрапляє до плей-оф через Лігу націй